# Per Banér
Per Banér, född 26 augusti 1653 i Stockholm, död 16 oktober 1708 i Livland, var en svensk militär.

## Biografi
Per Banér var son till landshövdingen och riksjägmästaren Claes Pedersson Banér och friherrinnan Ebba Sparre. Han blev överstelöjtnant i kejserlig tjänst och gjorde som sådan fälttåg i Ungern. 1700 blev han överstelöjtnant vid Upplands ståndsdragonregemente, 1701 kommendant i Selburg och var 1704–1708 överste och chef för Smålands tremänningsinfanteriregemente.